# Roselys Guacaránová
Roselys María Guacaránová Calcurianová (* 4. září 1977) je bývalá venezuelská zápasnice – judistka.

## Sportovní kariéra
Během své sportovní kariéry reprezentovala venezuelský stát Aragua. Ve venezuelské ženské reprezentaci se pohybovala od roku 1996 střídavě v superlehké váze do 48 a v neolympijské muší váze do 44 kg. V roce 1996 a 2000 se na letní olympijské hry nekvalifikovala. Od roku 2001 se ve venezuelském reprezentačním výběru neprosazovala. Pracuje jako fyzioterapeutka v Maracayi.

## Výsledky
| Turnaj                  | 1996                   | 1997                   | 1998                   | 1999                   | 2000                   |
| Turnaj                  | 19                     | 20                     | 21                     | 22                     | 23                     |
| Turnaj                  | superlehká (muší) váha | superlehká (muší) váha | superlehká (muší) váha | superlehká (muší) váha | superlehká (muší) váha |
| ----------------------- | ---------------------- | ---------------------- | ---------------------- | ---------------------- | ---------------------- |
| Olympijské hry          | —                      |                        |                        |                        | —                      |
| Mistrovství světa       |                        | úč.                    |                        | úč.                    |                        |
| Panamerické hry         |                        |                        |                        | 2.                     |                        |
| Panamerické mistrovství | 3.                     | 2.                     | 3.                     | 3.                     | —                      |
| Jihoamerické hry        |                        |                        | ?                      |                        |                        |
| Středoamerické a k. hry |                        |                        | 1.                     |                        |                        |
| Bolívarské hry          |                        | —                      |                        |                        |                        |